# Irina Lewitina
Irina Sołomowna Lewitina, ros. Ирина Соломоновна Левитина (ur. 8 czerwca 1954 w Leningradzie) – amerykańska szachistka i brydżystka rosyjskiego pochodzenia.

## Kariera szachowa
W latach 70. i 80. należała do ścisłej światowej czołówki. W roku 1976 otrzymała tytuł arcymistrzyni. Po raz pierwszy w eliminacjach mistrzostw świata wystąpiła w roku 1973, zajmując w turnieju międzystrefowym na Minorce II-V miejsce. W rozegranej rok później w Kisłowodzku dogrywce zajęła II miejsce i awansowała do meczów pretendentek. W I rundzie pokonała Walentynę Kozłowską, ale w drugiej (finałowej) przegrała w Moskwie w roku 1975 z Naną Aleksandriją 8-9 i nie awansowała do meczu o tytuł mistrzyni świata. W kolejnym cyklu eliminacyjnym spotkała się w I rundzie z Ałłą Kusznir, której uległa (Dortmund, 1977) 3-6. W roku 1982 zajęła II miejsce w turnieju międzystrefowym w Tbilisi i uzyskała awans do kolejnego etapu walki o tytuł mistrzyni świata, w którym osiągnęła największy życiowy sukces. Najpierw pokonała w roku 1983 we Lwowie Nonę Gaprindaszwili (6-4), następnie w Dubnej - Nanę Aleksandriję (7½-6½), a w finałowym meczu pretendentek, rozegranym w roku 1984 w Soczi - Lidię Siemionową (7-5). W tym samym roku spotkała się w Wołgogradzie z Mają Cziburdanidze, ale spotkanie przegrała 5-8 i zdobyła tytuł wicemistrzyni świata. W kolejnym cyklu eliminacyjnym wystąpiła w roku 1986 w turnieju pretendentek w Malmö, zajmując VII miejsce. Rok później po raz trzeci wywalczyła awans z turnieju międzystrefowego (rozegranego w Smederevskiej Palance) i w roku 1988 w Ckaltubo w kolejnym turnieju pretendentek zajęła wysokie III miejsce. Po raz ostatni w turnieju międzystrefowym wystąpiła w roku 1991 w Suboticy, gdzie zajęła III-IV miejsce i po raz kolejny awansowała do turnieju pretendentek. W rozegranym rok później w Szanghaju turnieju zajęła VI miejsce.
W latach 1971, 1978, 1979 i 1981 czterokrotnie zdobyła tytuły mistrzyni Związku Radzieckiego, natomiast w 1991, 1992 i 1993 - trzykrotnie zwyciężała w mistrzostwach Stanów Zjednoczonych. Jest również czterokrotną medalistką olimpijską: trzykrotnie złotą (w latach 1972, 1974, 1984) oraz srebrną z roku 1988 (wszystkie medale zdobyte w barwach ZSRR).
W trakcie swojej kariery odniosła wiele zwycięstw w międzynarodowych turniejach, m.in. w Leningradzie (1972 i 1988), Timișoarze (1973), Belgradzie (1977), Moskwie (1979), Nałęczowie (1984), Warszawie (1986) i Soczi (1988).
Najwyższy ranking w karierze osiągnęła 1 lipca 1993, z wynikiem 2425 punktów zajmowała wówczas 11. miejsce na światowej liście FIDE, jednocześnie zajmując 1. miejsce wśród amerykańskich szachistek.

## Kariera brydżowa
W 1997 zakończyła szachową karierę, poświęcając się grze w brydża sportowego. W grze tej osiągnęła światowe sukcesy, m.in. w latach 1996 i 2000 zdobyła złote medale na brydżowych olimpiadach, w roku 2002 – tytuł drużynowej mistrzyni świata, a w 2006 – mistrzostwo świata w parach.